# 维耶勒卢龙
维耶勒卢龙（法語：Vielle-Louron，法語發音：[vjɛl luʁɔ̃]）是法国上比利牛斯省的一个市镇，属于巴涅尔德比戈尔区。

## 地理
维耶勒卢龙（42°50'2"N, 0°24'12"E）面积2.89 平方千米，位于法国奧克西塔尼大區上比利牛斯省，该省份为法国西南部内陆省份，北至热尔省，西接大西洋比利牛斯省，南与西班牙接壤，东临上加龙省。
与维耶勒卢龙接壤的市镇（或旧市镇、城区）包括：阿瓦让、阿代尔维耶勒-普谢尔格、卡佐-弗雷谢-阿内朗-卡莫尔、古奥、格赖扬。

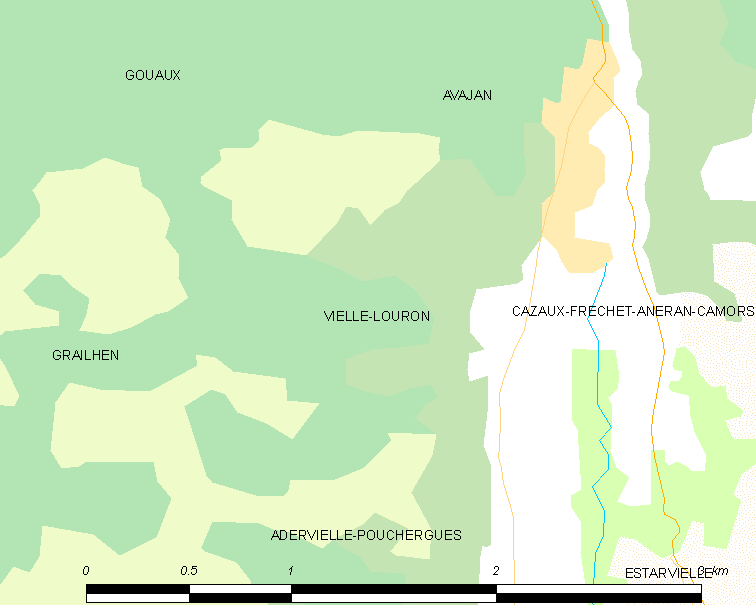
维耶勒卢龙的OSM定位图

维耶勒卢龙的时区为UTC+01:00、UTC+02:00（夏令时）。

## 行政
维耶勒卢龙的邮政编码为65240，INSEE市镇编码为65466。

## 政治
维耶勒卢龙所属的省级选区为内斯特-欧尔-卢龙县。

## 人口

1962-2008年间维耶勒卢龙人口变化图示

维耶勒卢龙于2022年1月1日时的人口数量为81人。